# Bregenz HB
Bregenz Handball (Bregenz HB) är en handbollsklubb från Bregenz i Österrike. Klubben grundades 1946 som en underförening till SC Schwarz-Weiß Bregenz, som även hade sektioner inom bland annat fotboll och tennis, och blev en självständig klubb 1999.
Fram till 1995 spelade man i det tyska ligasystemet men från och med säsongen 1995-1996 har man tillhört det österrikiska ligasystemet. Efter två säsonger i den österrikiska andraligan tog man sig upp till den högsta österrikiska ligan inför säsongen 1997-1998.
Säsongen 2000-2001 vann Bregenz Handball ligan för första gången och man kom att vinna ytterligare sju ligatitlar inom de nästkommande åtta åren. Man har även vunnit den österrikiska cupen fyra gånger (2000, 2002, 2003, 2006).
Klubben har tagit sig vidare till gruppspel i EHF Champions League vid fyra tillfällen under 00-talet.